# Estadio Municipal Eloy de Souza
El Estadio Municipal Eloy de Souza es un estadio de fútbol del municipio de Senador Elói de Souza, en Rio Grande do Norte.
Es sede de los campeonatos municipales de primera y segunda división, además de albergar los partidos del Cruzeiro Futebol Clube de Macaíba, en el Campeonato Potiguar de Segunda División. Ha acogido partidos del Alecrim Futebol Clube, en el Campeonato Potiguar (1ª división).
Es una de las opciones de control de campo del América en el campeonato estatal.